# Nahida trochoides
Nahida trochoides är en fjärilsart som beskrevs av Hans Ferdinand Emil Julius Stichel 1929. Nahida trochoides ingår i släktet Nahida och familjen Riodinidae. Inga underarter finns listade i Catalogue of Life.